# Johann Christian Wilhelm von Steinwehr
Johann Christian Wilhelm von Steinwehr (* 12. März 1711 auf Wellen bei Magdeburg; † 12. Dezember 1784 in Magdeburg) war ein preußischer Generalmajor, Chef des Infanterieregiments Nr. 14 sowie Ritter des Pour le Mérite, Amtshauptmann von Potsdam und Erbherr von Wellen.

## Leben

### Herkunft
Er war der jüngste Sohn von Adam Christoph von Steinwehr und Hedwig Elisabeth von Hoym aus dem Haus Esebeck bei Braunschweig.

### Militärkarriere
Im Jahr 1723 kam Steinwehr als Page an den Hof von Königin Sophie Dorothea von Preußen. Von dort kam er 1725 in das Kadettenkorps. 1729 wurde er von König Friedrich Wilhelm als Fahnenjunker in sein Leibregiment übernommen und dort 1738 Fähnrich. Als Friedrich II. König wurde, versetzte er ihn als Leutnant in das neuerrichtete
Grenadier-Gardebataillon Nr. 6.
1750 folgte seine Beförderung zum Stabshauptmann, 1754 zum Hauptmann und 1758 zum Major. 1765 wurde Steinwehr Oberstleutnant und im Jahr darauf Kommandeur des Grenadier-Gardebataillon. Im Jahr 1770 wurde er Oberst und 1774 bekam er die Amtsmannschaft von Potsdam. 1776 wurde er Chef des Infanterieregiments „Wildau“ Nr. 14 und 1777 Generalmajor. Im Jahr 1782 erhielt er den Abschied und eine Pension.
Er verstarb unverheiratet am 12. Dezember 1784 in Magdeburg.
Im Siebenjährigen Krieg kämpfte er vor Prag, Roßbach, Leuthen und Liegnitz. Er war bei dem Sturm auf Burkersdorfer Höhen, in der Schlacht bei Reichenbach sowie den Belagerungen von Breslau, Olmütz und Dresden dabei. In der Hochkirch wurde er leicht verletzt. In der Schlacht bei Liegnitz kommandierte er interimistisch das II. Bataillon des Regiments „Anhalt-Bernburg“ Nr. 3. Er geriet dabei in österreichische Gefangenschaft. Aber im Jahr 1762 wurde er gegen den kaiserlichen Major Kospok ausgetauscht. Für seine Tapferkeit in der Schlacht erhielt er zudem den Pour le Mérite.